# Ziniaré
Ziniaré es una ciudad localizada en la provincia de Oubritenga en Burkina Faso. Es la capital de dicha provincia y de la región Plateau-Central. En esta ciudad nació el expresidente de Burkina Faso Blaise Compaoré.
Tiene una población de 22,220 habitantes (2012).